# Cities: Skylines
Cities: Skylines is een stedenbouwsimulatiespel ontwikkeld door het Finse Colossal Order. Het spel werd uitgebracht door Paradox Interactive en kwam op 10 maart 2015 uit voor Linux, OS X en Windows. Cities: Skylines draait om het ontwikkelen van een nieuwe stad door het toepassen van planologie. Het spel lijkt sterk op de SimCity-reeks van concurrent Maxis. Na iets meer dan een maand te zijn uitgebracht, meldde uitgever Paradox Interactive dat het spel al meer dan een miljoen keer verkocht was.
Het transportsysteem van het spel is gebaseerd op een eerder spel van Colossal Order genaamd Cities in Motion, een spel waarin de speler een transportsysteem moet aanleggen om verkeer te verminderen.
Op 24 september 2015 bracht Paradox Interactive een eerste uitbreiding uit, genaamd After Dark, dat zich richt op het nachtleven. De tweede uitbreiding Snowfall, werd uitgebracht op 18 februari 2016. Deze richt zich op weercycli. Op 9 juni 2016, een dag voor het EK 2016 begon, werd de gratis uitbreiding Match Day uitgebracht, welke gewijd is aan voetbalwedstrijden.

## Gameplay
De speler start met een stuk grond van twee bij twee kilometer. Dit stuk bevat land en water. Later kun je dit uitbreiden tot negen vakken van vier vierkante kilometer en met een mod is het zelfs mogelijk om alle 81 vakken te kopen. De speler krijgt met dat land en water de opdracht om een weg te bouwen die aansluit op de snelweg. Als dit is gebeurd, moet de speler een wijk gaan bouwen waar later huizen worden gebouwd. Ook moet er elektriciteit worden geproduceerd, er moet water worden opgepompt, en het vuil water moet ook weer terug. Dit zijn de eerste basisbehoeften. Daarna begint de wijk zich te vormen. Per behaald aantal inwoners is er een zogenoemde "mijlpaal" te behalen, waar een beloning voor gegeven wordt, veelal in de vorm van geld, maar ook in de vorm van diensten (brandweer, politie etc.), bijzondere gebouwen (monumenten, accommodaties etc.), aan te kopen land, of districten. Het spel heeft geen einddoel, wanneer alle mijlpalen zijn bereikt kan er gewoon door worden gespeeld.
Geld wordt gebruikt voor het voorzien in de behoeften van de stad, zoals het ophalen van afval, het voorzien in onderwijs, en het zorgen voor gezondheidszorg. De speler kan zijn budget vergroten door te lenen of door belastingen te verhogen. Het voorzien in behoeften zorgt voor een grotere positieve migratie, terwijl het verhogen van belastingen zorgt voor een hogere negatieve migratie. Een speler kan echter door middel van een mod onbeperkt geld bezitten.
Er kunnen districten worden aangemaakt. Aan die districten kunnen er industriespecialisaties zijn toegevoegd, waardoor ieder gebouw daarin dezelfde specialisatie krijgt. Onder deze specialisaties vallen olieverwerking, ertsverwerking, houtverwerking en landbouw.

## Remastered
Op 15 februari 2023 kwam een remastered versie van het spel uit voor PlayStation 5 en Xbox Series. Het was gratis voor spelers die het spel voorheen op respectievelijk de PlayStation 4 en Xbox One hadden.

## Uitbreidingen

### After Dark
De eerste uitbreiding, genaamd After Dark, is gericht op het nachtleven. Alle spelers van het spel (met of zonder uitbreiding) kregen een gratis update waarbij er een dag-nacht cyclus werd toegevoegd aan het spel.
After Dark geeft de speler toegang tot twee nieuwe commerciële specialisaties. Eén daarvan richt zich op het toerisme en voegt onder andere horeca toe aan de stad. De andere specialisatie richt zich op de vrije tijd van de inwoners van de stad. Deze voegt gebouwen toe als nachtclubs en bowlingbanen.
Ook voegt de uitbreiding diensten toe die niet gerelateerd zijn aan het nachtleven, waaronder een gevangenis, een taxi-service en een internationaal vliegveld.

### Snowfall
In de tweede uitbreiding, genaamd Snowfall, staat het weer centraal. Het uitkomen van de uitbreiding gaat gepaard met een gratis update waarin een weercyclus wordt toegevoegd aan het spel. Deze cyclus zorgt voor weertypes als regen en mist.
Bij aankoop van de uitbreiding krijgt de speler toegang tot sneeuw en temperatuurveranderingen. Deze mechanismen hebben ieder invloed op het spel. Zo zijn er sneeuwschuivers die de wegen sneeuwvrij moeten houden. Als dit niet gebeurt zal de doorstroming van het verkeer vastlopen.
Ook wordt het openbaar vervoer in de uitbreiding aangepast en worden er trams aan het spel toegevoegd.

### Match Day
In de derde uitbreiding, genaamd Match Day, staat voetbal centraal. In de uitbreiding kan de speler een stadion bouwen of een eigen voetbalclub beginnen en er worden wedstrijden gespeeld. De speler kan zelf de prijs bepalen, alsook de naam en kleur van de club. Hij moet rekening houden met extra verkeer wanneer er een wedstrijd is, hij kan extra bewaking inzetten en er is een mogelijkheid om de jeugd beter te trainen.

### Natural Disasters
In de vierde uitbreiding, genaamd Natural Disasters, staan natuurrampen centraal. In de uitbreiding zijn natuurrampen toegevoegd, variërend van natuurbranden tot tornado's. De speler kan evacuatieplannen opstellen en er is een radio toegevoegd. Naast muziek zijn op deze radio ook waarschuwingsberichten bij een naderende ramp te horen.

### Mass Transit
In de vijfde uitbreiding, genaamd Mass Transit, staat het openbaar vervoer centraal. In de uitbreiding zijn verschillende nieuwe vervoersmogelijkheden bijgekomen waaronder: Monorails, kabelbanen, luchtschepen en veerboten. Ook is er een brede waaier aan snelwegen toegevoegd. Daarnaast zijn er nog verschillende mods geïmplementeerd. De update is samen gepubliceerd met een gratis update met de mods en de mogelijkheid om straten een naam te geven.

### Green Cities
In deze uitbreiding draait het vooral om het milieu. Er zijn nieuwe gebouwen die beter zijn voor het milieu.

### Parklife
In deze uitbreiding draait het om het bouwen van een eigen park. Hierbij maak je gebruik van een tool om een district te maken waarin je park zich bevindt. Dit kunnen alle soorten van parken zijn, dat kan gaan van pretparken tot campings. De vier park types zijn een soort stadspark, een pretpark, een dierentuin en een natuurreservaat.

### Industries
In deze uitbreiding wordt het concept van de parkdistricten toegepast op industriële gebieden. Er zijn vier types industriële gebieden: bos, landbouw, erts en olie. Daarnaast kunnen de producten uit deze industrieën worden verwerkt in zogenaamde unieke fabrieken.

### Campus
Ook deze uitbreiding maakt gebruik van de districttool zoals in parklife en industries. Hierbij maak je een campus voor de verdere studies van de jongvolwassenen. De drie types campussen zijn: "handelsschool", het "vrije kunsten college" en de universiteit. Je kan je campus aantrekkelijker maken door het toevoegen van sportteams die matchen zullen spelen tegen teams uit andere steden waardoor er een massa mensen zich door jouw stad moeten kunnen verplaatsen. 

### Sunset Harbor
Deze uitbreiding voegt de visindustrie toe die gebruikt zal kunnen worden zoals alle andere industriële gebieden, nieuwe vervoersmiddelen zoals trolleybussen en helikopters en een vernieuwd metrosysteem, ook bevat deze uitbreiding onderdelen voor een uitgebreider waterzuiveringsproces.

### Airports
Deze uitbreiding geeft spelers de mogelijkheid om zelf vliegvelden te ontwerpen en te bouwen.

### Plazas & Promenades
Deze uitbreiding werd aangekondigd op 22 augustus 2022 en uitgebracht op 23 oktober 2022. Het zou het maken van winkelwandelstraten mogelijk maken. Het voegt ook 3 nieuwe soorten districten toe aan het spel.

## Cities: Skylines II
Op 6 maart 2023 kondigde spelontwikkelaar Paradox Interactive Cities: Skylines II aan tijdens een evenement op videoplatform YouTube. Skylines II wordt op 24 oktober 2023 uitgebracht.